# United States Citizenship and Immigration Services
Il US Citizenship and Immigration Services (USCIS) è un'agenzia federale del Dipartimento per la sicurezza interna degli Stati Uniti (DHS) che gestisce il sistema di naturalizzazione e immigrazione del paese. È il successore dell'Immigration and Naturalization Service (INS), che è stato sciolto dall'Homeland Security Act del 2002 e sostituito da tre componenti all'interno del DHS: USCIS, Immigration and Customs Enforcement (ICE) e Customs and Border Protection (CBP).
L'USCIS elabora e valuta le richieste di immigrazione, comprese le richieste di visti di lavoro, asilo e cittadinanza. Inoltre, l’agenzia ha ufficialmente il compito di salvaguardare la sicurezza nazionale, mantenere i casi di immigrazione arretrati e migliorare l’efficienza dell'intero sistema. Ur Jaddou è direttore dell'USCIS dal 3 agosto 2021.